# GN (automobile)
Pour les articles homonymes, voir GN.
GN ou GN Limited (de Godfrey & Nash) est un ancien constructeur automobile anglais de cyclecar, fondé à Londres en 1909, et en activité jusqu'en 1925.

## Histoire

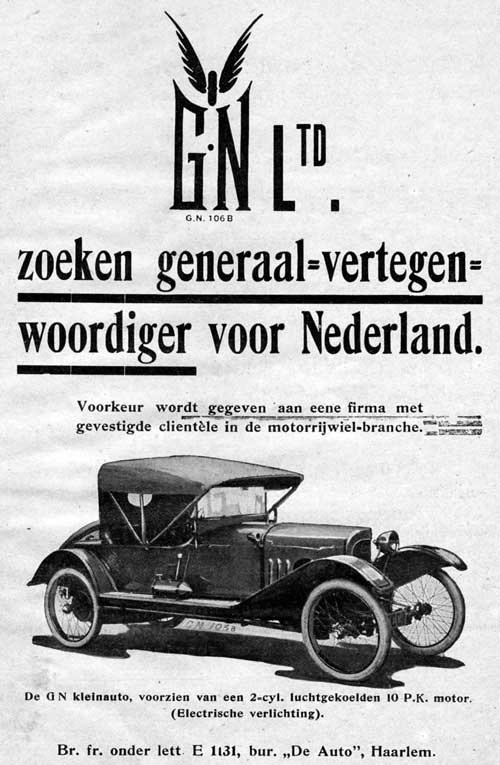
Affiche publicitaire hollandaise de 1921.

Après avoir fabriqué plusieurs voitures cyclecars pour leur usage personnel, les deux fondateurs anglais Henry Ronald Godfrey (en) (1887-1968) et Archibald Frazer-Nash (en) (1889-1965) créent leur marque GN (Godfrey & Nash) en 1909, en débutant leur production dans les écuries de leur maison familiale Frazer-Nash de Londres, puis à Hendon (au nord de Londres),,.

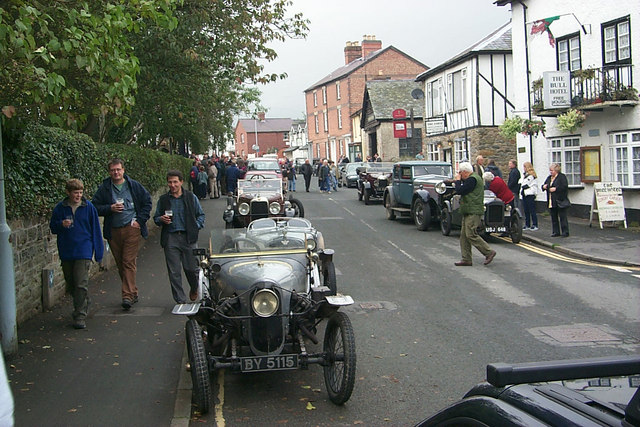
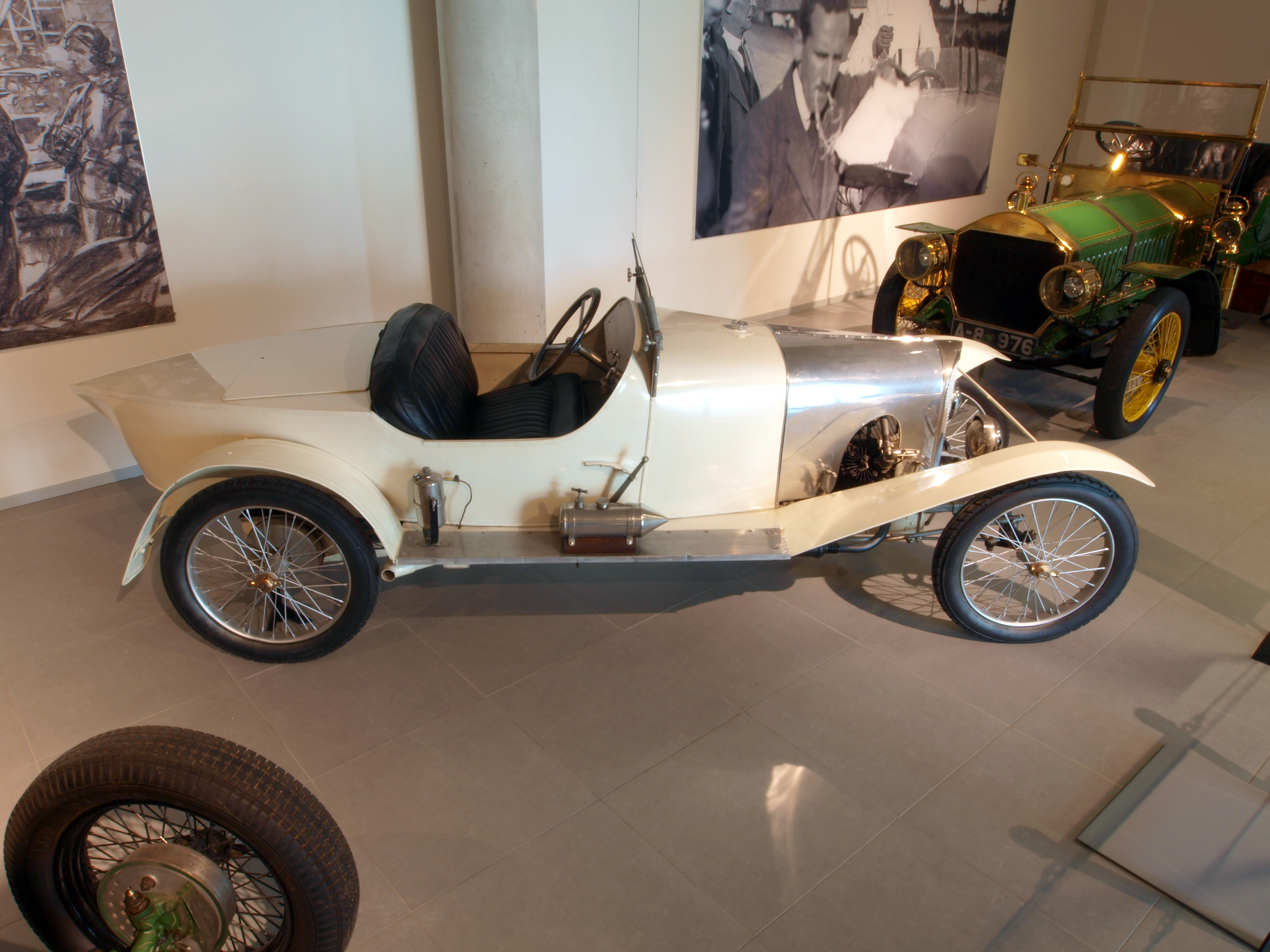

Ces voitures cyclecars à châssis en bois très légères d'environ 180 kg, étaient propulsées par des moteurs bicylindre en V JAP, Anzani (en), ou Peugeot, avec transmission par courroie aux roues arrière, pour des vitesses de près de 100 km/h.
Des versions sportives à moteur bicylindre en V de 4,2 L, ou 4 cylindres DFP ou Chapuis-Dornier d'environ 1100 cm³, ou à moteur V8 Curtiss (en) 4,9 L ou moteur V8 JAP de 5,1 L,, ont été conçus pour la compétition (entre autres « champion de Grand Prix automobile de France Cyclecar 1921 »).

Quelques modèles de compétition
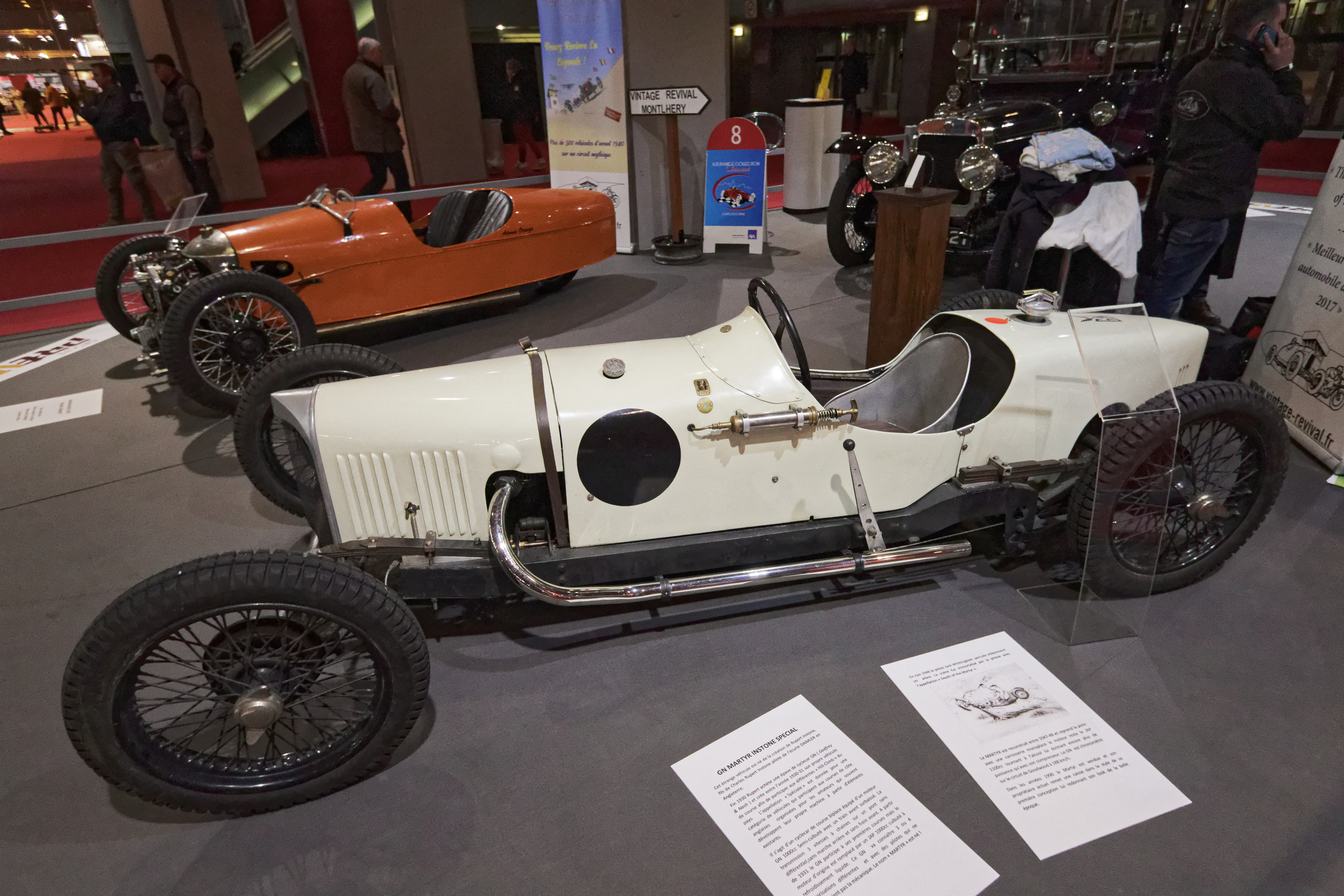
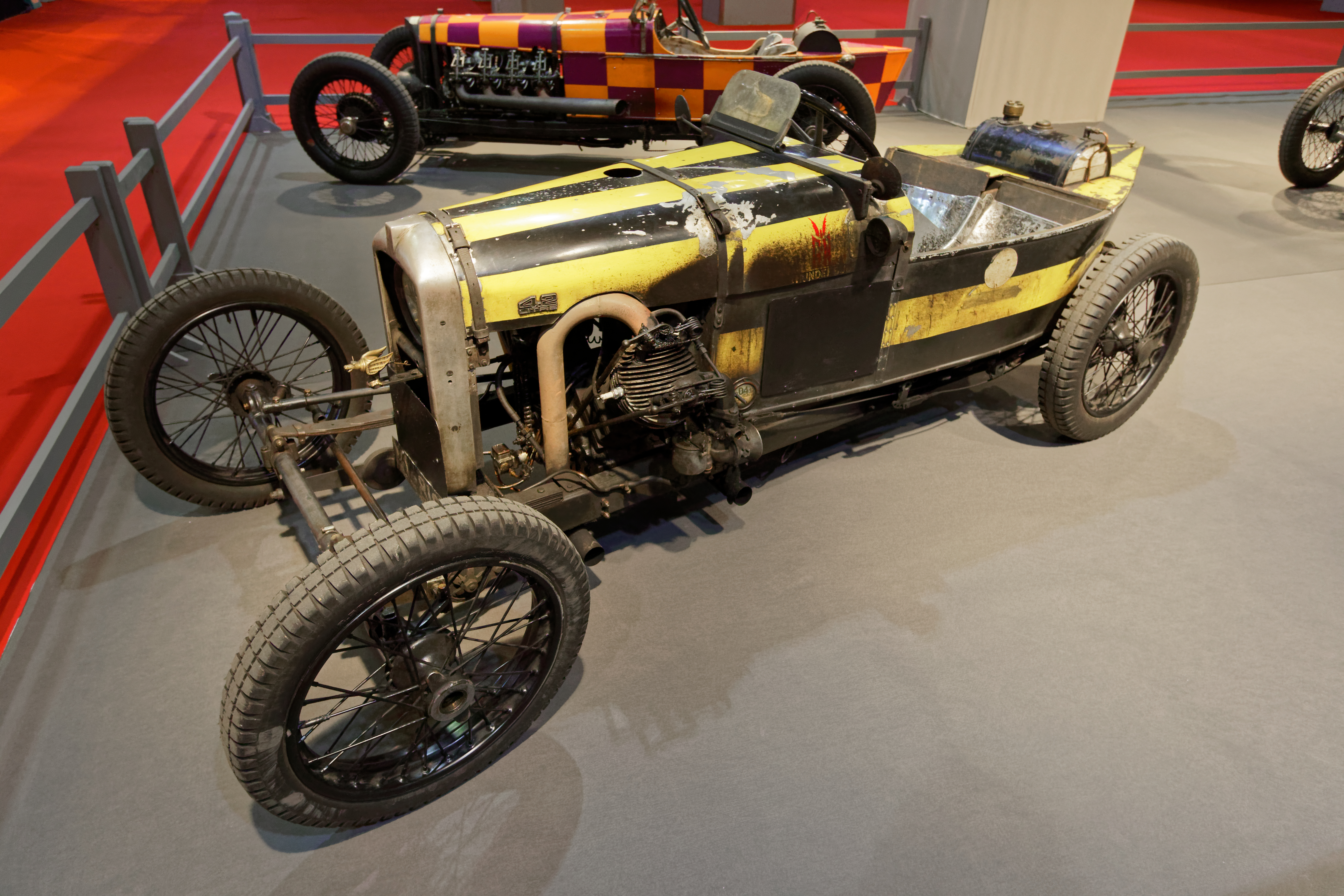
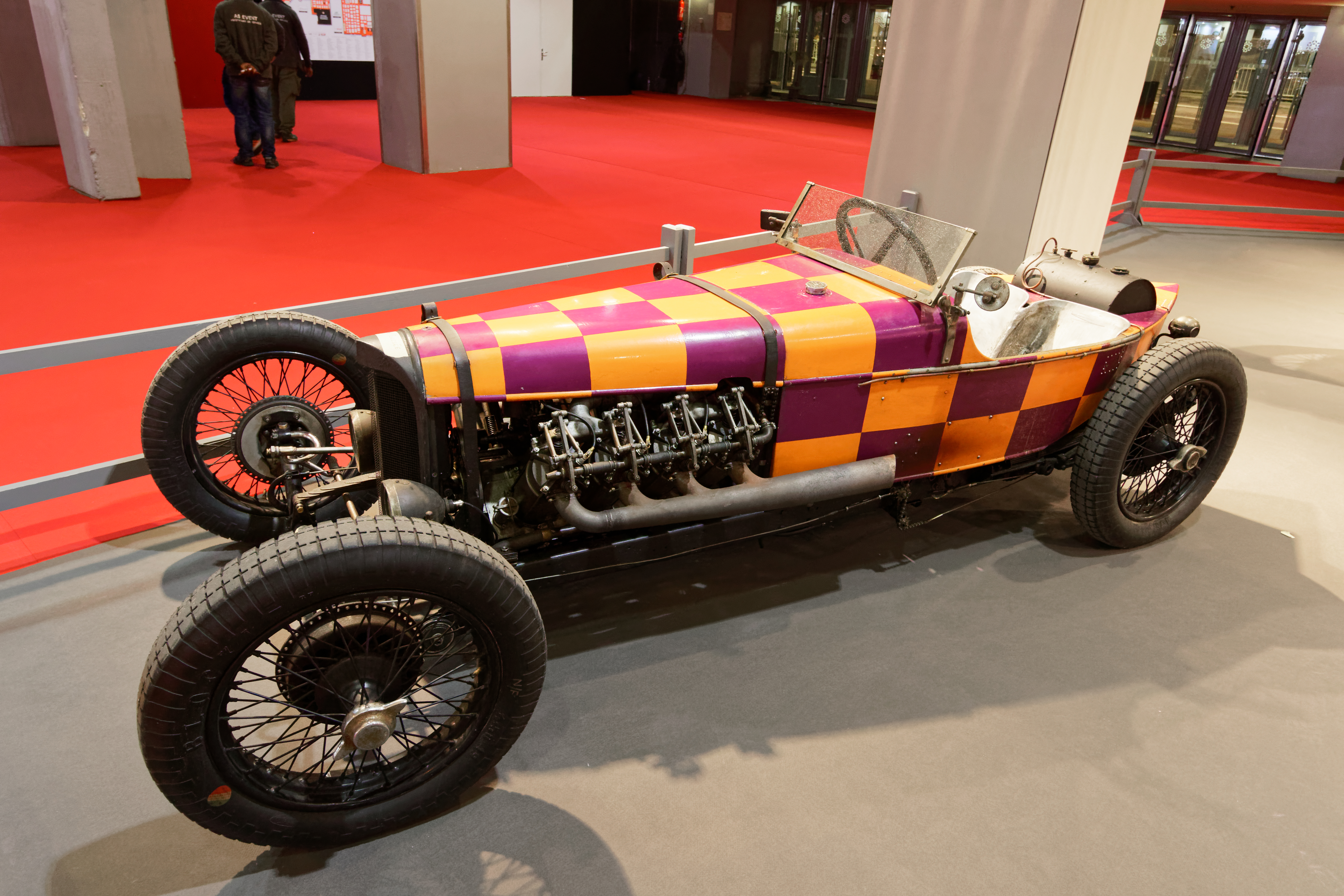
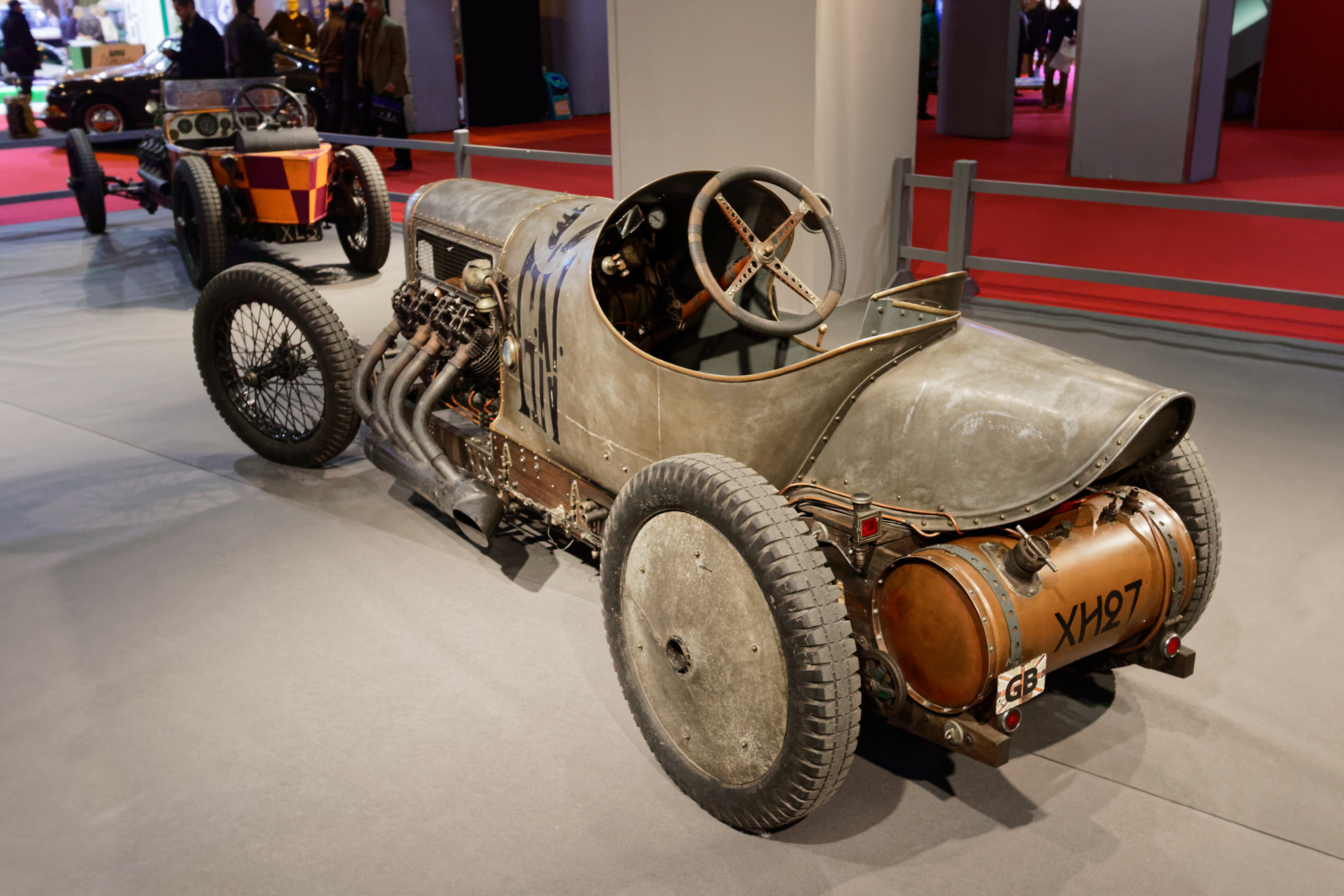
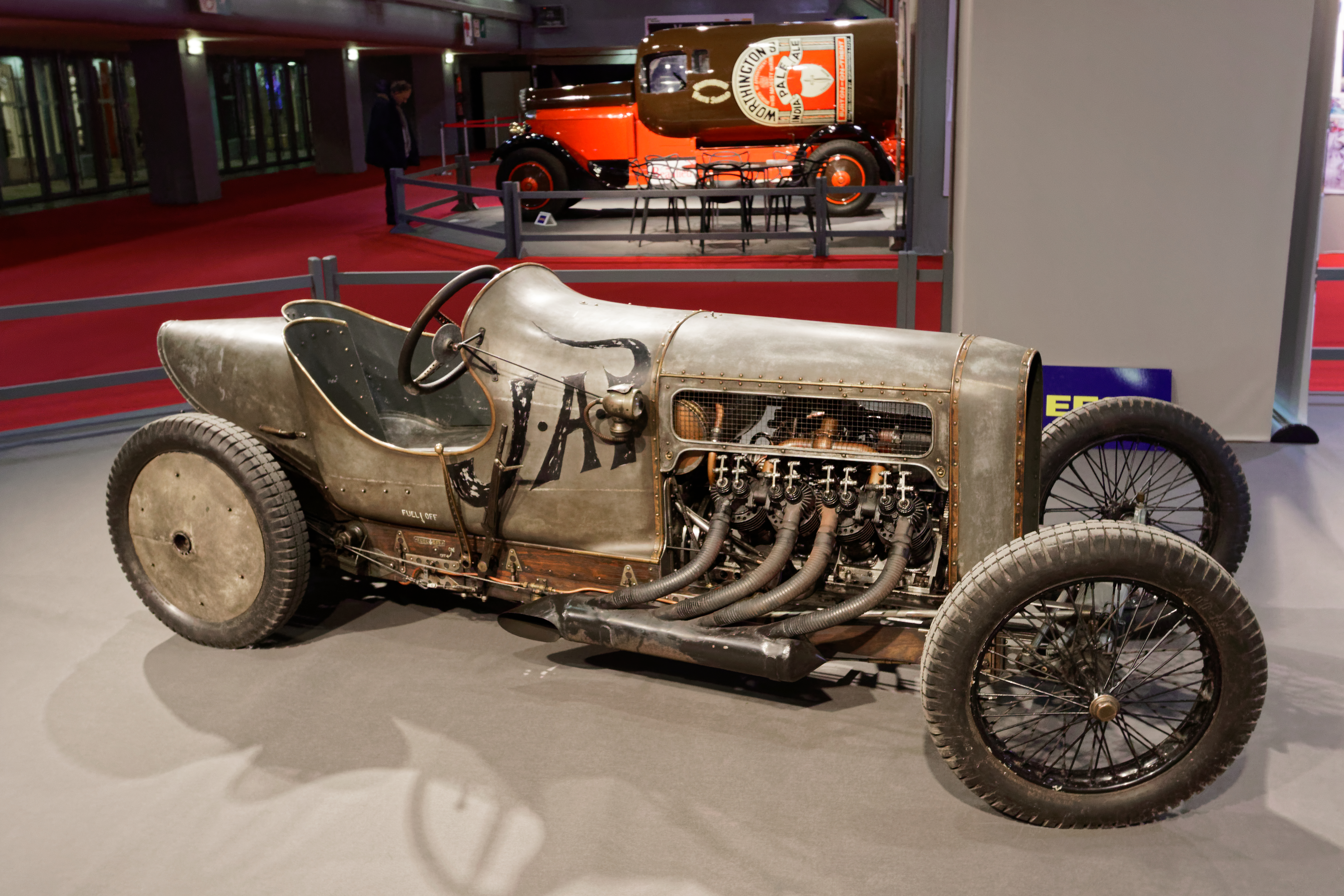

Environ 200 voitures ont été fabriquées lorsque la production est arrêtée par la Première Guerre mondiale. La société est rachetée en 1919 par British Grégoire Ltd, à la fin de la guerre, et déménagée à Wandsworth au sud-ouest de Londres. La nouvelle production adopte des châssis en acier, avec des transmissions à chaîne et boite de vitesses 3 rapports, avec 500 salariés pour fabriquer 55 voitures par mois au plus fort de la production. Le constructeur français Salmson a fabriqué environ 1600 voitures sous licence GN. La production a cessé en 1923, en assurant la maintenance et pièces détachées de sa production jusqu'en 1925, avant de devenir concessionnaire General Motors, après avoir fabriqué environ 4000 voitures. Archibald Frazer-Nash (en) a fondé en 1922 sa nouvelle marque de voiture de sport Frazer Nash.